# Werner Gladow
Werner Gladow (* 8. Mai 1931 in Berlin; † 10. November 1950 in Frankfurt (Oder)) war ein deutscher Krimineller. Er war der jugendliche Chef der Gladow-Bande im Berlin der Nachkriegszeit und wurde 1950 als einer der ersten Bürger in der DDR hingerichtet. Verurteilt wurde er wegen Mordes, Mordversuch und Raub.

## Leben
Werner Gladow, Sohn eines Fleischers aus Berlin-Friedrichshain, betätigte sich kurz nach dem Ende des Zweiten Weltkriegs als 16-Jähriger zunächst als Schwarzhändler am Alexanderplatz.

### Weiße-Krawatten-Bande
Beim Absitzen einer Jugendstrafe lernte er Werner Papke kennen, mit dem er zunächst an der Sektorengrenze in 21 Fällen Waffen von Volkspolizisten stahl. Kurz danach scharte Gladow eine Gruppe von Jugendlichen um sich und begann mit kleineren Diebstählen. Von seinen Kumpanen wurde er Doktorchen genannt, da er die Tertia einer Berliner Oberschule absolviert hatte und behauptete, einige Semester Medizin studiert zu haben. Durch Bücher, Kinobesuche und Kriminalromane angeregt, träumte er von einem Leben im Stil Al Capones, reich und gefürchtet bei seinen Gegnern. Seinem Vorbild näherte er sich später auch modisch durch Tragen von schwarzen Maßanzügen, Maßschuhen und weißen Krawatten an. Die „weißen Krawatten“ waren Erkennungszeichen der Bande, die von der Presse so genannt wurde.
Er verübte Überfälle im West-Teil der Stadt und flüchtete dann in den Ost-Teil, an dessen Sektorengrenze die ihn verfolgende West-Berliner Polizei die Verfolgung abbrechen musste. Das nächste Mal verübte er einen Überfall im Ost-Teil der Stadt und flüchtete in eine angemietete Wohnung oder auf ein Trümmergrundstück im Westen. Bei diesen Aktionen wurde der Umstand genutzt, dass Ost- und Westpolizei kaum zusammenarbeiteten. Dieses Treiben wurde von manchen Erwachsenen und der Presse in der Anfangszeit des Kalten Kriegs anfänglich mit Sympathie verfolgt. Gladow begann daraufhin seine Überfälle auch für die Medien zu inszenieren und „Visitenkarten“ am Tatort zu hinterlassen. Die Bande wuchs von zehn auf zeitweise 27 Mitglieder und beschaffte sich Waffen, beispielsweise bei einem Überfall auf eine Streife der Volkspolizei. Damit bestritt sie Banküberfälle, bei denen die ersten Schwerverletzten und auch zwei Tote zu beklagen waren, was letztlich zu einem Stimmungsumschwung in der Groß-Berliner Bevölkerung führte.

### Verhaftung, Prozess und Hinrichtung
Gerade 18 Jahre alt, wurde Werner Gladow von der Ehefrau Gustav Völpels, eines gefassten Bandenmitglieds, verraten. Von Polizisten am 3. Juni 1949 in der elterlichen Wohnung in der Schreinerstraße 52 in Friedrichshain gestellt, konnte Gladow nach einem etwa einstündigen Feuergefecht mit der Volkspolizei verhaftet werden. Seine Mutter warnte ihn laut mit dem Ruf „Kriposchweine!“ vor den eindringenden Polizisten, Gladow wiederum schoss, in beiden Händen Pistolen, auf die Polizisten. Seine Mutter half ihm, die Pistolen nachzuladen und die Schüsse zu dirigieren. Gladow konnte erst überwältigt werden, nachdem er durch einen Beinschuss kampfunfähig geworden war.
In einem aufsehenerregenden Prozess wurde Werner Gladow am 8. April 1950 zusammen mit zwei weiteren Bandenmitgliedern 1950 zum Tode verurteilt und in Frankfurt (Oder) als einer der ersten Bürger auf dem Staatsgebiet der DDR hingerichtet. Der Anwalt eines Mitangeklagten resümierte später: „Der Prozess damals war kein Schauprozess. Es war ein Prozess streng nach der Prozessordnung, aber […] hart geführt.“ Vor ihm war am 26. Juli 1950 Willi Kimmritz hingerichtet worden. Angeblich klemmte bei Gladow zunächst das Fallbeil und blieb zweimal im Hals des vor Schmerzen schreienden 19-Jährigen stecken; der dritte Anlauf war letztlich erfolgreich. Dem Vernehmen nach fiel der Staatsanwalt während dieser Hinrichtungsprozedur in Ohnmacht.

## Trivia
Gladow wird im Zusammenhang mit der Verkündung seines Urteils der Ausspruch zugeschrieben: „Wissen Sie, Herr Richter, die dreifache Todesstrafe, einmal lass ich mir das ja gefallen, die Birne abhauen, aber det andere beede Mal würde ich sagen, dat is Leichenschändung.“

## Literarische Verarbeitung
Erich Loest schrieb bereits kurz nach Gladows Tod den 1952 veröffentlichten Kriminalroman Die Westmark fällt weiter, der sich an der Geschichte der Gladow-Bande orientierte. Seine Hinrichtung wird jedoch weggelassen – im Roman stirbt er an Verletzungen, die er sich bei Festnahme zuzieht. Auch in Klaus Schlesingers Roman Die Sache mit Randow, der 1996 erschien, geht es um die Gladow-Bande.

## Film und Dokumentationen
Das Leben Gladows wurde mehrfach verfilmt, unter anderem von dem Dichter-Regisseur Thomas Brasch in dem Spielfilm Engel aus Eisen (Bundesrepublik Deutschland, 1980, den Gladow spielt Ulrich Wesselmann). Der Film zeichnet ein realistisches Bild des damaligen Trümmer-Berlin. Vor allem das wegen Strommangels dunkle West-Berlin zu Zeiten der Berliner Luftbrücke bedeutete für die Gladow-Bande einen idealen Ort für Raubzüge. Der Film ist unterlegt mit dem ständigen, über der Stadt liegenden Brummen der „Rosinenbomber“, die im Abstand von drei Minuten landeten, entladen wurden und dann wieder aufstiegen, um neue Hilfsgüter heranzuschaffen.
Im Jahr 2000 produzierte der Sender Freies Berlin als fünfte Folge der ARD-Dokumentationsreihe Die großen Kriminalfälle unter der Regie von Ute Bönnen und Gerald Endres den Beitrag Die Gladow-Bande. Chicago in Berlin.
Gladow und die Verbrechen seiner Bande waren 2015 Gegenstand des Dokudramas Werner G. – Der Kopf der Gladowbande aus der RBB-Reihe Tatort Berlin (Autoren: Gabi Schlag und Benno Wenz).
Die zweite Folge der 2024 veröffentlichten ZDF-Dokumentation XY history von Sven Voss thematisiert die Gladow-Bande.